# Pollice verso
Pour le tableau de Jean-Léon Gérôme, voir Pollice verso (Gérôme).
Pollice verso ou verso pollice est une expression latine, signifiant « Le pouce renversé » ou « Bas les pouces ! », renvoyant au geste de la main utilisé par la foule de la Rome antique lors de combat de gladiateurs pour condamner à la mort un gladiateur ayant perdu un combat.

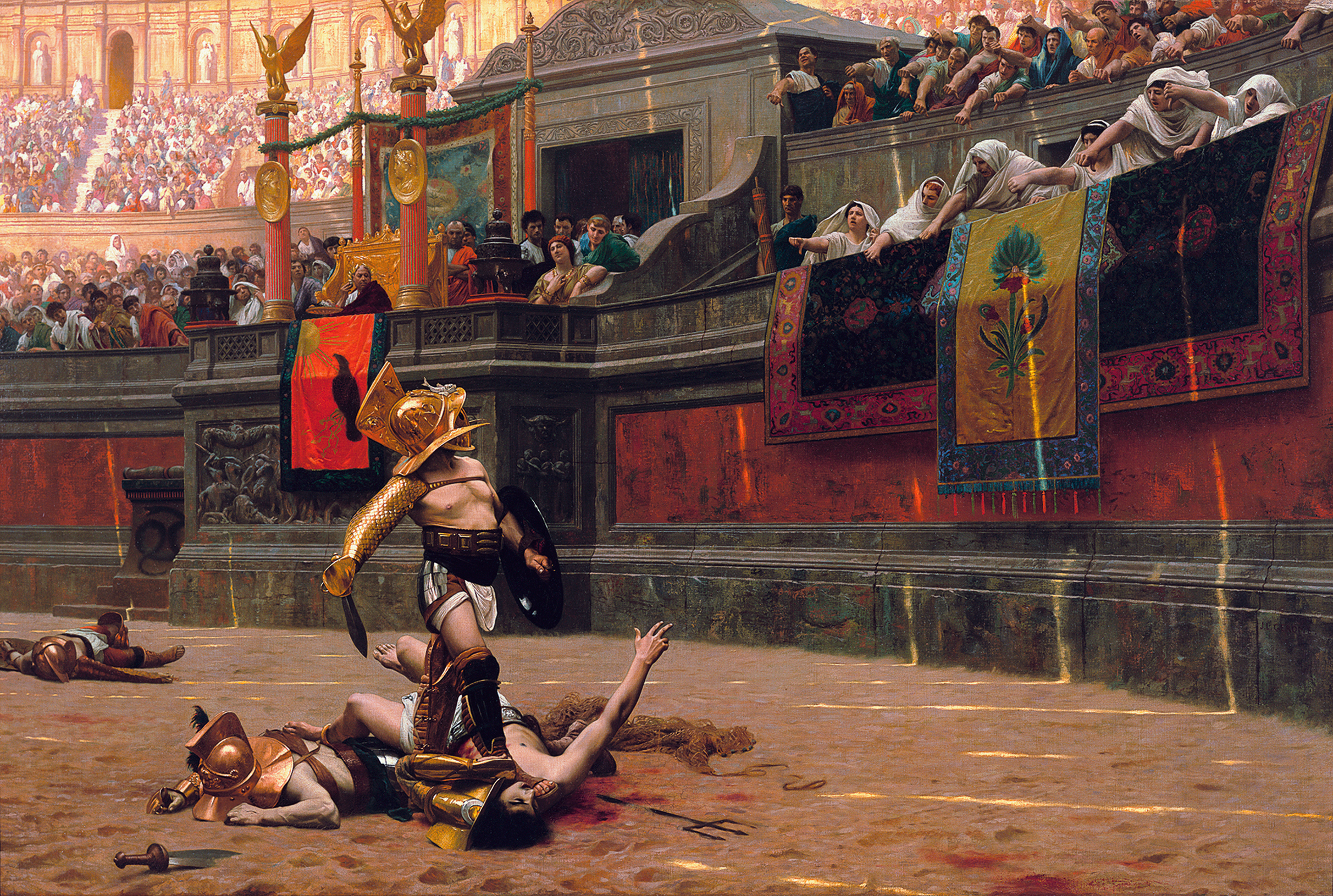
Pollice Verso de Jean-Léon Gérôme (1872)

La gestuelle est popularisée à l'époque moderne par le tableau du même nom du peintre français Jean-Léon Gérôme qui la représente cependant de manière controversée comme un pouce tourné vers le bas. Cette interprétation est l'objet de polémiques entre historiens dès la présentation du tableau, mais est reprise dans de nombreux péplums, qui la popularisent auprès du grand public,.
L'artiste choisit d'interpréter le mot latin verso en « tourné vers le bas ». Les textes de l'Antiquité, ceux de Juvénal et de l'auteur chrétien Prudence en particulier, évoquent bien le peuple en train d'ordonner la mort d'un gladiateur « avec le pouce  renversé » (en latin : verso pollice) ; mais certains latinistes interprètent plutôt ces deux mots comme « le pouce tendu », voire  « le doigt pointé » vers le gladiateur qu'on voulait voir mourir. Il est en effet difficile d'imaginer les organisateurs des jeux dans de grandes arènes comme pouvant décompter les gens tournant le pouce vers le haut ou vers le bas. Le signe de mort, bien plus visible de tous, était peut-être un ou plusieurs doigts tendus (symbole de la lame blanche, de la mort) vers le vaincu ou un geste différent selon les arènes  tandis que le signe de grâce, selon un texte de Martial interprété par Éric Teyssier, aurait été des tissus (mouchoir, foulard) agités par les spectateurs. Par ailleurs, des mosaïques de combats de gladiateurs montrant un des combattants décédé (indiqué par le signe Ꝋ près de son nom) et l'arbitre représentent ce dernier la main tendue et le pouce vertical (cf. la mosaïque du IIIe siècle montrant les gladiateurs Astyanax & Kalendio, conservée au Musée archéologique national de Madrid).